# WWF WrestleMania: Steel Cage Challenge
WWF WrestleMania: Steel Cage Challenge è un videogioco di tipo picchiaduro sul wrestling professionistico uscito nel 1992 per le console NES, Sega Master System e Game Gear, pubblicato da LJN.

## Modalità di gioco
Tutti i lottatori condividono lo stesso set di mosse, che comprende pugni e calci, prese (body slam, lancio, testata), attacchi in corsa (clothesline volante, dropkick), una powerslam quando l'avversario è in corsa, mosse quando l'avversario è a terra (stomp, elbow drop) e mosse fuori le corde. Nel gioco non sono presenti mosse finali.
Tra le modalità ci sono: uno contro uno (partita normale o con la variante con la gabbia), tag team, WWF Championship (dove si sceglie un lottatore e si deve sconfiggere tutti gli altri lottatori per diventare campione) e WWF Tag Team Championship (dove due giocatori scelgono due lottatori e devono sconfiggere tutte le altre coppie per diventare campioni).

### Roster
- Bret Hart
- Hulk Hogan
- I.R.S.
- Jake Roberts*
- Papa Shango**
- Randy Savage
- Ric Flair**
- Roddy Piper*
- Shawn Michaels**
- Sid Justice*
- Tatanka**
- Ted DiBiase
- The Mountie*
- The Undertaker
- *=solo per NES
- **=solo per console Sega

## Accoglienza
La versione per Game Gear di WWF WrestleMania: Steel Cage Challenge ricevette una valutazione pari a 53% su Sega Master Force.